# Borzavár, Veszprém
Borzavár  este un sat în districtul Zirc, județul Veszprém, Ungaria, având o populație de 748 de locuitori (2011). 

## Demografie
Componența etnică a satului Borzavár
     Maghiari (97,44%)
     Germani (1,95%)
     Necunoscut (0,6%)
     Alții (0,6%)
Componența confesională a satului Borzavár
     Romano-catolici (62,3%)
     Fără religie (8,29%)
     Reformați (3,21%)
     Necunoscută (25,27%)
     Alte religii (2,14%)
Conform recensământului din 2011, satul Borzavár avea 748 de locuitori. Din punct de vedere etnic, majoritatea locuitorilor (97,44%) erau maghiari, cu o minoritate de germani (1,95%). Apartenența etnică nu este cunoscută în cazul a 0,6% din locuitori.  Din punct de vedere confesional, majoritatea locuitorilor (62,3%) erau romano-catolici, existând și minorități de persoane fără religie (8,29%) și reformați (3,21%). Pentru 25,27% din locuitori nu este cunoscută apartenența confesională.